# Чаньков
Ча́ньков — посёлок в Дунаевецком районе Хмельницкой области Украины.
Расположен на равнине, в 4-х вер. от г. Дунаевцы к западу; восточной стороной село примыкает к лесу. Местность здоровая; почва — суглинок. Ч. встречается в исторических документах с XVI в. и в отношении землевладения принадлежал к м. Дунаевцам, поэтому разделял с этим местечком одинаковую судьбу. В настоящее время (1900 г.) в Ч. жителей православных 755 м и 735 ж.; есть несколько р.-католиков. Население — крестьяне-малороссы, занимающиеся хлебопашеством и плотничеством (выделывают колёса, сани и т. п. и продают свои изделия на базарах в Дунаевцах и других ближайших местечках).